# Sophronica ceylanica
Sophronica ceylanica är en skalbaggsart som beskrevs av Stefan von Breuning 1971. Sophronica ceylanica ingår i släktet Sophronica och familjen långhorningar.
Artens utbredningsområde är Sri Lanka. Inga underarter finns listade i Catalogue of Life.